# Богдан А70132
Богдан A70132 — міський низькопідлоговий 12-метровий автобус, створений з урахуванням сучасних вимог до комфорту, безпеки та якості, який відповідає екологічним нормам Euro 5. Автобус оснащений пандусом і кріпленням для фіксації інвалідного візка в салоні, а також спеціально обладнаними місцями для пасажирів з обмеженими можливостями пересування. Загальна пасажиромісткість автобуса даної моделі складає 106 чоловік (з них 30 – місця для сидіння), до того ж він може бути обладнаний такими додатковими опціями, як кондиціонери кабіни водія та салону, відеосистемою, Wi-Fi, камерами відеоспостереження, системою диспетчеризації.

## Двигун
- IVECO NEF F4A-6 (5,9 л, 264 к.с.), що відповідає екологічним вимогам Євро-5